# Mas Rei (Bàscara)
Mas Rei és una masia del municipi de Bàscara (Alt Empordà) inclosa en l'Inventari del Patrimoni Arquitectònic de Catalunya.

## Descripció
Situat al sud-est del nucli urbà de la població de Bàscara, a pocs metres del veïnat de Sant Miquel de Terrades (Calabuig).
Mas format per dos grans edificis aïllats de planta rectangular, l'habitatge i els magatzems, disposats en paral·lel. La masia consta de tres cossos adossats i un porxo posterior, amb les cobertes de teula a un sol vessant. Està distribuït en planta baixa i pis. La façana principal, orientada a llevant, presenta un gran portal d'arc de mig punt adovellat i, al pis, tres finestres rectangulars amb els brancals bastits amb carreus de pedra, els ampits motllurats i les llindes planes gravades amb les dates 1577, 1596 i 1611. De la façana sud destaquen dos finestrals rectangulars, emmarcats amb pedra desbastada. La banda de ponent és la més transformada de la construcció. Una part de l'edifici ha estat reformat en porxo i es conserva en bona part l'antic forn de planta circular. L'edifici dels magatzems està format per dos cossos adossats, un de dues plantes amb la coberta de dues vessants i l'altre a un sol nivell i un sol vessant. Al primer cos li falta la part posterior i presenta les obertures d'arc de mig punt bastides amb rajols, a la planta baixa una gran arcada i al pis sis finestres, tot i que reformades.
La construcció està bastida amb pedra desbastada de diverses mides, i fragments de material constructiu, disposat formant filades irregulars.

## Història
Antic mas bastit probablement a finals del segle xvi, amb diferents remodelacions posteriors, tal com ho testimonien les llindes documentades a les tres finestres de la façana principal, on es pot llegir els anys 1577, 1596 i 1611.
L'origen és força antic. L'any 1292 hi ha notícies d'un Bernat "Xichola" de Calabuig. L'any 1448 apareix en Bernat Xicola i en un fogatge datat el 1497 s'esmenta a Miquel "Cexicola". A principis del segle xvii, en els papers de la parròquia figura que el mas era habitat per masovers. L'any 1765, la seva propietària era Narcisa de Vilanova i de Ros. L'any 1830, el titular era un familiar seu, Francesc Maria de Savater y de Camps, marquès de Capmany, domiciliat a Cervera. En la mateixa data s'inventarià el mas, explicant la distribució interior de l'edifici. Hi havia un trull a l'entrada, una estança anomenada de les olives, celler un quarto nou, la sala i un cobert exterior separat de la casa per un carreró.
Durant els anys 80 va ser restaurada i actualment s'utilitza com a casa d'estiueig.